# Ã̍
Ã̍ (minuscule : ã̍), appelé A tilde ligne verticale, est une lettre latine utilisée dans l’orthographe standardisée des langues du Congo-Kinshasa dont le ngbaka minangende.
Elle est formée de la lettre A avec un tilde suscrit et une ligne verticale.

## Utilisation
En ngbaka minangende, le ‹ ã̍ › est utilisé dans les ouvrages linguistiques pour représenter la voyelle /a/ nasalisée avec un ton moyen ; la nasalisation est indiquée à l’aide du tilde, et le ton est indiqué à l’aide de la ligne verticale. Dans l’orthographe, le ton est habituellement indiqué uniquement lorsqu’il y a ambigüité.

## Représentations informatiques
Le A tilde ligne verticale peut être représenté avec les caractères Unicode suivants : 
- décomposé et normalisé NFC (supplément Latin-1, diacritiques)[1],[2] :

| formes    | représentations | chaînes de caractères | points de code | descriptions                                                        |
| --------- | --------------- | --------------------- | -------------- | ------------------------------------------------------------------- |
| capitale  | Ã̍               | Ã◌̍                    | U+00C3 U+030D  | lettre majuscule latine a tilde diacritique ligne verticale en chef |
| minuscule | ã̍               | ã◌̍                    | U+00E3 U+030D  | lettre minuscule latine a tilde diacritique ligne verticale en chef |

- décomposé et normalisé NFD (latin de base, diacritiques) :

| formes    | représentations | chaînes de caractères | points de code       | descriptions                                                                    |
| --------- | --------------- | --------------------- | -------------------- | ------------------------------------------------------------------------------- |
| capitale  | Ã̍               | A◌̃◌̍                   | U+0041 U+0303 U+030D | lettre majuscule latine a diacritique tilde diacritique ligne verticale en chef |
| minuscule | ã̍               | a◌̃◌̍                   | U+0061 U+0303 U+030D | lettre minuscule latine a diacritique tilde diacritique ligne verticale en chef |